# メリーアン (曲)
「メリーアン」（MARIE-ANNE）は、日本のバンド、ALFEE16枚目のシングルで、同シングルの表題曲である。1983年6月21日に発売された。

## 概要
初回盤はスリーブジャケットで発売された。このジャケットは、表と裏でバンド名と曲名の印刷の色、使われているメンバーの写真がそれぞれ異なる。

## 音楽性

### メリーアン
本作から1985年の「霧のソフィア」まで、シングル表題曲の共同作詞に高橋研を迎えて制作された。
元々はアルバム『ALFEE'S LAW』の収録曲として制作していたが、シングル曲として先行発売され、シングルレコード用に間奏などを短くしたシングル・ヴァージョンが制作された。その後発表された、アルバム・ヴァージョンがオリジナルのサイズで、ギター・ソロ、後奏などは別テイクが収録されている。また、アルバム『ALFEE'S LAW』発売前に、ベスト盤『ALFEE A面 コレクション』（CT版）に先行収録された。
作詞作曲を手掛けたメンバーの高見沢俊彦は「映画『わが青春のマリアンヌ』のヒロインをイメージして書いた」と述べている。歌詞が出来上がっていない時の仮タイトルは「ベルリンの露」であった。後にテレビ番組等のインタビューで、高見沢直筆の当時の楽譜がメンバー間で「露」が「霜」に見えたと逸話が語られた。

### ラジカル・ティーンエイジャー
ライヴでは大合唱になる楽曲。メンバーもステージにて使用していたツアー・グッズでもあるリストバンドに「RADICAL TEENAGER」と採用されたことがある（下記のカバー・関連企画も参照）。

## チャート成績

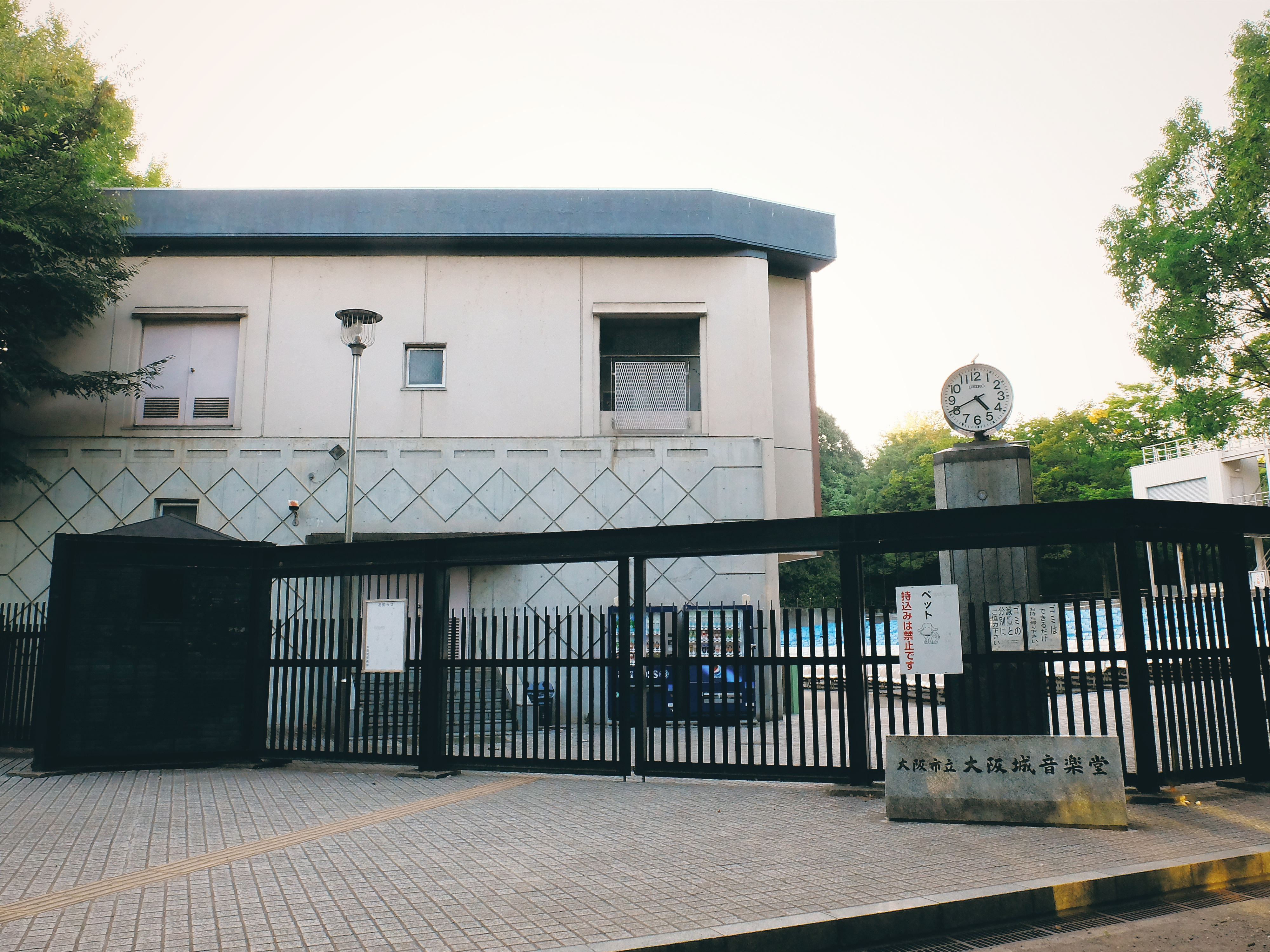
ALFEEが『ザ・ベストテン』初出演時にコンサートを行った大阪城音楽堂（大阪市中央区）

当初はオリコントップ10圏外であったが、徐々に人気が上昇し、初めてオリコントップ10入りを果たす。

## テレビ出演
TBS系列の音楽番組『ザ・ベストテン』1983年8月11日放送回の「今週のスポットライト」に出演した。同番組のランキングには4週後の9月8日放送回で7位に初ランクインを果たし、同日に「メリーアン」を大阪城野外音楽堂からの中継で生披露するが、衛星中継だったために音声と映像が合わないハプニングが発生した。
同年末には、「メリーアン」で『第34回NHK紅白歌合戦』に初出場。この紅白では当初高見沢の提案により全員がサングラスを着用予定であったが、高見沢本人が着用を忘れるというミスを犯した。

## 収録曲
全作曲：高見沢俊彦
1. メリーアン (4:14)
  - 作詞：高見沢俊彦・高橋研、編曲：ALFEE
  - 調：ホ短調[4]
2. ラジカル・ティーンエイジャー (4:38)
  - 作詞：高見沢俊彦、編曲：ALFEE with 井上鑑

## 収録作品
- ALFEE A面 コレクション（#1）
- ALFEE B面 コレクション（#2）
- ALFEE'S LAW（#1、アルバムヴァージョン）
- ALFEE ベスト20（#1）
- PAGE ONE -13 PIECES OF ALFEE（#1,2）
- ALFEE GOLD（#1）
- BEST SELECTION（#1）
- ALFEE 4WAY STORY（#1,2）
- 14 Best Hits ALFEE（#1,2）
- アルフィーA面コレクション スペシャル（#1）
- アルフィーB面コレクション スペシャル（#2）
- NON-STOP THE ALFEE（#1）
- THE ALFEE THE BEST（#1、『ALFEE'S LAW』バージョン）
- THE ALFEE SINGLE HISTORY VOL.II 1983-1986（#1,2）
- THE ALFEE 單曲全集一（#1）
- The Alfee Meets Dance（#1）
- THE ALFEE 30th ANNIVERSARY HIT SINGLE COLLECTION 37（#1、新録）
- STARTING OVER 〜BEST HIT OF THE ALFEE〜（#1、新録。メドレー中の一曲）
- THE ALFEE SINGLE HISTORY VOL.V 1996-2001（#1、『30th ANNIVERSARY HIT SINGLE COLLECTION 37』ヴァージョン）

## 参加ミュージシャン
- YOSHIHIRO“GRICO”TOMIOKA （Drums）
- TAKAYUKI “E.T.”YAMAISHI （Keyboards）
- AKIRA INOUE（Strings Arrangement）- #2
- MOTOYA HAMAGUCHI（Percussion）- #2
- SUMIDAGAWA HIGH-SCHOOL FOLK SONG CLUB （Chorus） - #2

## カバー・関連企画
発売当時の1983年10月8日、『オレたちひょうきん族』の「ひょうきんベストテン」で、ヒップアップと共演した(映像作品『オレたちひょうきん族 THE DVD (1981-1982)』で確認可能)。
本作発売から1年後の1984年には香港の歌手アラン・タムが、日本におけるデビュー・アルバム『夏の寒風』にてカバー。同年に香港でリリースした広東語アルバム『愛的根源』では広東語の歌詞をつけて「捕風的漢子」というタイトルでカバーしている。
1995年9月27日にcutting edgeより発売された『THE ALFEE MEETS DANCE』に英語バージョンで収録されている。タイトルは「Mary Ann」。
2004年12月31日から2005年1月1日にかけ行われた「30th anniversary Count Down 2005 TIME AND TIDE」のパンフレットの表紙には、1983年のオリジナルのジャケット画像をモチーフにして新たに撮影し直した画像が採用された。
2006年、NHK教育テレビの『金曜かきこみTV』の企画にて、高見沢が弾く「わんこそばギター」が製作され、同年の春ツアーのNHKホールのライヴでは、「メリーわん」として一部分歌詞を変更して演奏された。
2007年、高見沢とも親交の深いAnchangによりカバーされた（シングル「コブラツイスト」のカップリング）。
2011年、サントリーのボス「ゼロの頂点」8cm特典CDに採用され、レコードジャケットがミニサイズで復刻された（カップリング曲「ラジカル・ティーンエイジャー」は未収録）。
2015年、春のコンサートツアーグッズで、焼き饅頭「メリーあん」が販売された。音楽ユニット『LieN』のヴォーカル・三谷朋世は、同年5月30日のNHKホール公演時に購入した際「リアンつながりで勝手に共演の図」とツイッターで紹介している。
2019年、春のコンサートツアーグッズにて、上記同様、4年振りに焼き饅頭「メリーあん Premium」が販売された（外箱と中身のパッケージのデザインは2015年版とは異なる）。
「RADICAL TEENAGER」仕様のリストバンドは、1984年、1996年春、2014年春、2019年春、2024年春のコンサートツアーグッズに採用された。
2024年、デビュー50周年記念ツアーにて「メリーあん 極（きわみ）」が販売された。公式サイトによれば「北海道産のあずきに良質なバターを加えた、奥深い風味豊かなあんを包んだ焼き饅頭」で、メンバーのトレーディングカード3枚が付属する。
同年、春のコンサートツアーにて、盆踊りバージョンの「メリーアン音頭」が披露された（振付は、TikTokクリエイターの中野亜紀が担当した）。また7月7日にデジタル配信された。
同じく同年の8月14日に発売されたデビュー50周年記念のトリビュートアルバム「五十年祭」では、打首獄門同好会によってカバーされた。
2025年、メンバーが出演する綾鷹のCMに、「MARIE-ANNE MART」が登場した。
本曲はダチョウ倶楽部がネタとして披露することでも有名で、実際に本曲によるTHE ALFEEとダチョウ倶楽部のコラボも度々行われている（2015年12月の日本武道館ライブ、2017年12月の2017 FNS歌謡祭第一夜など）。

## リリース履歴
| # | 発売日        | リリース                       | 規格  | 品番      | 備考   |
| - | ------------- | ------------------------------ | ----- | --------- | ------ |
| 1 | 1983年6月21日 | F-LABEL / キャニオン・レコード | EP    | 7A 0288   |        |
| 2 | 1988年6月21日 | F-LABEL / ポニーキャニオン     | 8cmCD | S10A 0124 | 初CD化 |